# آزادی‌ور
آزادی‌ور یک نام خانوادگی است. افراد سرشناس با این نام از این قرارند:
- هوشنگ آزادی‌ور (۱۳۲۱–۱۳۹۷)، شاعر، مترجم و مستندساز ایرانی
- رعنا آزادی‌ور (زادهٔ ۱۳۶۲)، بازیگر سینما، تلویزیون و تئاتر ایران